# Liah O'Prey
Liah O'Prey (Barcelona, 15 de dezembro de 1999) é uma atriz espanhola. Ela é mais conhecida por ter interpretado os papéis históricos de Júlia, a Velha e Yolande de Polastron nas séries de televisão Domina e Marie Antoinette, respectivamente.

## Biografia
O'Prey nasceu na cidade de Barcelona. O seu pai é pai irlandês e sua mãe é francesa de Córsega, originária de Pietralba. Após terminar o ensino médio, ela se matriculou na escola de teatro em Paris.
Ela começou a atuar em 2011, aos 12 anos de idade. O'Prey fala inglês, francês, espanhol e castelhano.

## Filmografia

### Cinema
| Ano  | Título                   | Papel            | Notas          |
| ---- | ------------------------ | ---------------- | -------------- |
| 2011 | La muerte de Otilia Ruiz | Jovem Otilia     | Curta-metragem |
| 2012 | Insensibles              | Inês adolescente |                |
| 2014 | Young Ones               | Anna             |                |
| 2016 | West Coast               | Laetitia         |                |
| 2017 | Nieve negra              | Jovem Sabrina    |                |
| 2018 | Mary, Queen of Scots     | Mary Livingston  |                |
| 2019 | La Jauría                | Tania            |                |
| 2021 | Madame Claude            | Virginie         |                |
| 2022 | Un hombre de acción      | Anne             |                |
| TBA  | Awakened Dreams          | Aspara           | [ 3 ]          |

### Televisão
| Ano       | Título                  | Papel                                     | Notas                               |
| --------- | ----------------------- | ----------------------------------------- | ----------------------------------- |
| 2014      | Un fils                 | Héloïse                                   | Filme para televisão                |
| 2015      | Les yeux ouverts        | Clara                                     | Filme para televisão                |
| 2019–2021 | Mortel                  | Tatiana                                   | 5 episódios                         |
| 2020      | The Eddy                | Beatrice                                  | 2 episódios: "Julie" e "Jude"       |
| 2021      | Capitaine Marleau       | Claire Duret                              | Episódio: "Claire obscure"          |
| 2021–2023 | Domina                  | Júlia, a Velha                            | Personagem principal (14 episódios) |
| 2022      | Et la montagne fleurira | Estelle                                   | Minissérie (5 episódios)            |
| 2022      | Marie Antoinette        | Yolande de Polastron, Duquesa de Polignac | 9 episódios                         |